# 细枝柳
细枝柳（学名：Salix gracilior）是杨柳科柳属的植物，是中国的特有植物。分布在中国大陆的辽宁、黑龙江、吉林、内蒙古、河北等地，生长于海拔10米至3,600米的地区，多生长在河边、沟渠边或沙区低湿地，目前尚未由人工引种栽培。